# 大伊格納托沃區

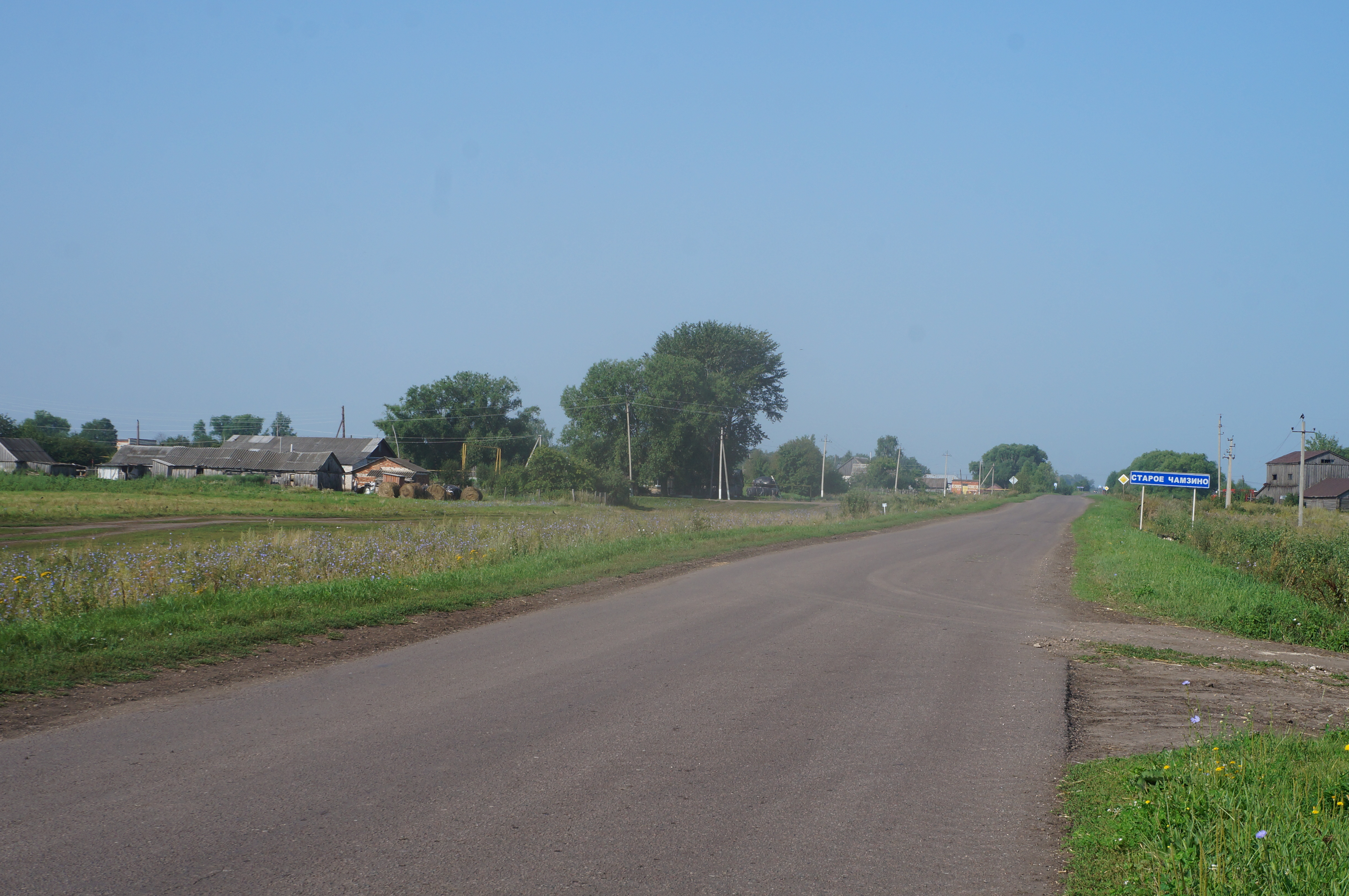

55°01′N 45°35′E / 55.017°N 45.583°E
大伊格納托沃區（俄语：Большеигнатовский район），是俄羅斯的一個區，位於該國西部，由莫爾多維亞共和國負責管轄，面積834.2平方公里，2010年人口8,313，人口密度每平方公里9.97人。